# Стемасское сельское поселение (Ульяновская область)
Стема́сское се́льское поселе́ние — муниципальное образование в составе Вешкаймского района Ульяновской области. Административный центр — село Стемасс. 

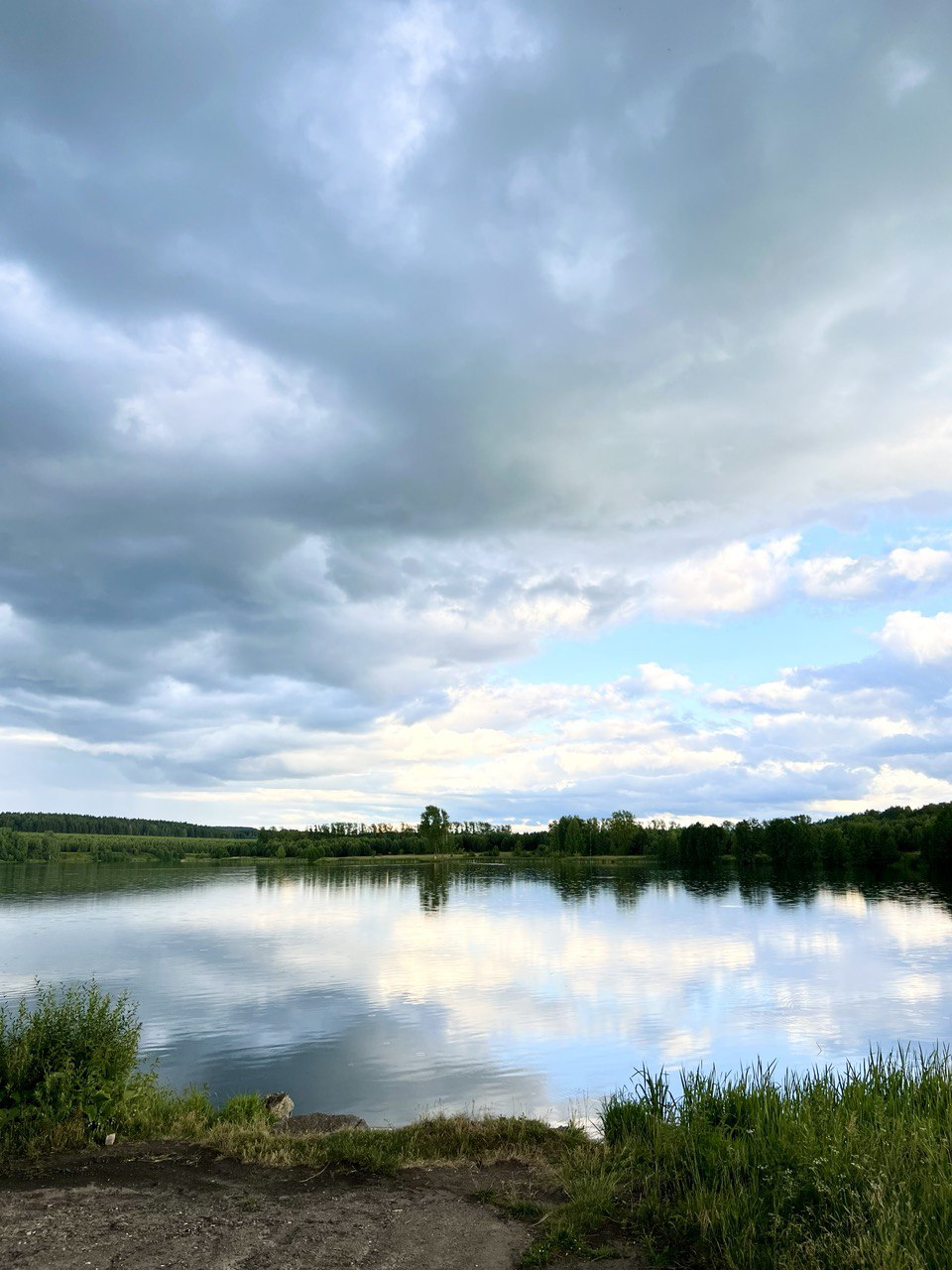
Стемасский пруд.

## Население
| 2010 | 2012  | 2013 | 2014 | 2015 | 2016 | 2017 |
| ---- | ----- | ---- | ---- | ---- | ---- | ---- |
| 1046 | ↘1002 | ↘968 | ↘952 | ↘909 | ↘899 | ↘861 |
| 2018 | 2019  | 2020 | 2021 |      |      |      |
| ↘832 | ↘788  | ↘772 | ↗775 |      |      |      |

## Состав сельского поселения
В состав поселения входят 6 населённых пунктов: 4 села и 2 деревни.
| № | Населённый пункт | Тип населённого пункта       | Население |
| - | ---------------- | ---------------------------- | --------- |
| 1 | Араповка         | село                         | 73        |
| 2 | Беклемишево      | село                         | 462       |
| 3 | Бутырки          | деревня                      | 52        |
| 4 | Канабеевка       | село                         | 116       |
| 5 | Красная Эстония  | деревня                      | 22        |
| 6 | Стемасс          | село, административный центр | 321       |